# مات هاينز
مات هاينز (بالإنجليزية: Matt Heinz)‏ هو سياسي أمريكي، ولد في 6 يونيو 1977 في الولايات المتحدة. حزبياً، نشط في الحزب الديمقراطي. وقد انتخب عضو مجلس نواب أريزونا.

## وصلات خارجية
- الموقع الرسمي